# Монастир Грачаниця
Монастир Грачаниця (серб. Manastir Gračanica) — православний монастир на території частково визнаної Республіки Косово поблизу міста Приштина. Присвячений Успінню Пресвятої Богородиці. 13 липня 2006 року включений до списку об'єктів Світової спадщини ЮНЕСКО. Крім цього, монастир включено до переліку об'єктів Всесвітньої спадщини, що перебувають під загрозою знищення.

## Історія
Монастир заснував король Стефан Мілутін у 1315 році на руїнах церкви XIII століття, яка своєю чергою була побудована на фундаменті ранньохристиянської базиліки VI століття. 

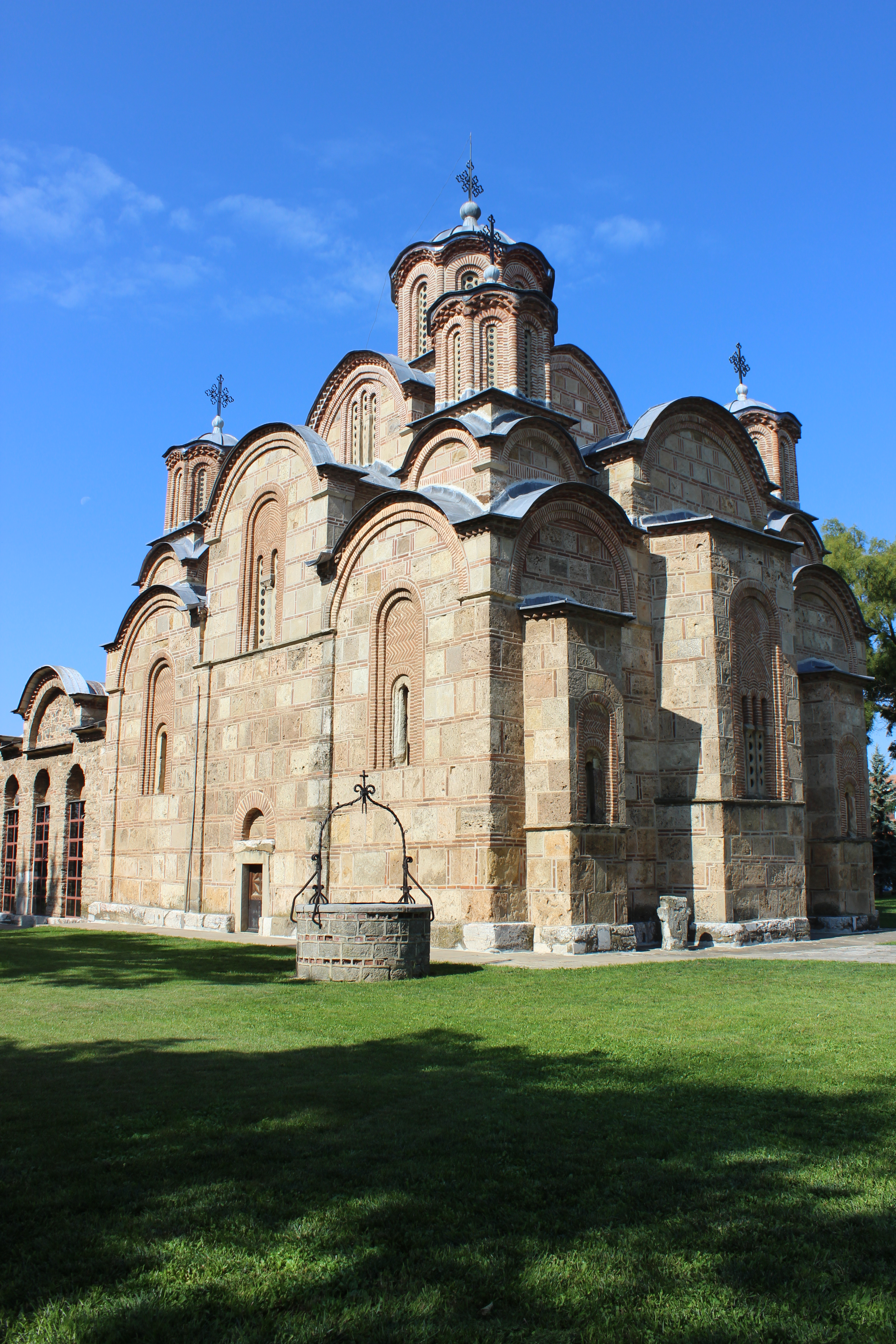

Притвор і церковна вежа були побудовані кілька десятиліть потому, у тому числі з метою захисту фресок на західному фасаді. Нартекс серйозно пошкодили турки в період між 1379 і 1383 роками, але його відновили в 1383 році. Наступне розграбування монастиря османи вчинили після битви на Косовому полі в 1389 році.
Під час турецького панування місто Грачаниця стала важливим культурним центром. Під час правління митрополита Ніканона (1528—1555) було написано кілька нових ікон для вівтаря. Крім того, тут була друкарня, що випускала багато богослужбової та духовної літератури. Царські ворота створили в 1564 році за митрополита Діонісія, чия смерть також відображена на фресках у притворі. Завдяки зусиллям патріарха Макарія Соколовича в монастирі провели великі реставраційні роботи і створили нові фрески в монастирській церкві. За патріарха Паїсія церкву покрили свинцевим дахом а в іконостасі поставили масивний хрест.
Під час Великої Турецької війни монастир знову розграбували турки, які таким чином намагалися помститися сербам за підтримку християнської сторони. Османи зняли хрест, плити з підлоги а також захопили скарби, заховані тут патріархом Арсенієм III.
Після Другої світової війни сюди повернулися черниці. Нині тут перебувають 24 черниці, що займаються іконописом, сільським господарством, шиттям та іншими монастирськими послухами.
Після закінчення війни в Косові в 1999 році єпископ Рашки і Призрена Артемій переніс свою кафедру з Призрена в цей монастир, отож тепер монастир не тільки духовний, але й національний та політичний центр сербського народу в Косові.
У 1977 році серби в США придбали ділянку землі, на якій побудували монастир, що дістав назву Нова Грачаниця. Церква американського монастиря зовні повторює давню косовську будівлю, проте має трохи більші розміри.

## Архітектура
Головна будівля монастиря — Успенський собор, побудований в 1315—1321 роках. Зовнішній притвор добудований дещо пізніше й відкритий з трьох боків як портик.

## Фрески
Монастир відомий своїми унікальними фресками. У XIV столітті були створені такі розписи: в апсиді — літургійні сцени, в наосі — Великі свята, Страсті Христові і дива Христові, Притчі, в нартексі — портрети ктиторів, Родовід Неманічей, Страшний суд. Фрески зовнішнього притвору написані в 1570 році. У ризниці церкви зберігаються сербські ікони та рукописи XIV—XVI століть.